# Pilumnus spinosissimus
Pilumnus spinosissimus är en kräftdjursart som beskrevs av M. J. Rathbun 1898. Pilumnus spinosissimus ingår i släktet Pilumnus och familjen Pilumnidae. Inga underarter finns listade i Catalogue of Life.